# ホセ・ジル
- ホセ・ヒル

ホセ・J・ジル（Jose J. Gil, 1986年9月4日 - ）は、ベネズエラのアンソアテギ州バルセロナ出身の野球選手（捕手）。MLB・ニューヨーク・ヤンキース傘下所属。右投右打。

## 経歴

### ヤンキース傘下時代
2005年、18歳でニューヨーク・ヤンキースと契約。ルーキー級ガルフ・コーストリーグ・ヤンキースでプレー。
2006年はA級チャールストン・リバードッグスでプレー後、6月からA-級スタテンアイランド・ヤンキースでプレー。
2007年はA級チャールストンで開幕を迎え、7月からA-級スタテンアイランドでプレーした。
2008年はA+級タンパ・ヤンキースに昇格。
2009年はAA級トレントン・サンダーに昇格したが、6月からA+級タンパに降格。
2010年はAA級トレントンでプレー。7月からA+級タンパに降格。
2011年はAAA級スクラントン・ウィルクスバリ・ヤンキースに昇格したが、5月にAA級トレントンに降格。
2012年はAA級トレントンで開幕し、9月にAAA級スクラントンに昇格。オフにFAとなった。

### オリオールズ傘下時代
2012年12月5日にボルチモア・オリオールズとマイナー契約を結んだ。
2013年はAA級ボウイ・ベイソックスでプレー後、AAA級ノーフォーク・タイズに昇格したが、6月4日に解雇となり、6月28日にアメリカン・アソシエーションのリンカーン・ソルトドッグスに移籍。

### ヤンキース復帰
2013年7月9日にヤンキースにマイナー契約で復帰し、AA級トレントンでプレー。投手も経験した。8月下旬からはAAA級スクラントンでプレーした。